# Come una bambola di stracci
Come una bambola di stracci  (titolo originale: Killing Critics) è un thriller della scrittrice statunitense Carol O'Connell pubblicato nel 1996.
Il libro è stato tradotto in varie lingue. In Italia è uscito nel 2006.

## Edizioni in italiano
- Carol O'Connell, Come una bambola di stracci, traduzione di Maria Clara Pasetti, Piemme, Casale Monferrato 2006 ISBN 88-384-8713-8
- Carol O'Connell, Come una bambola di stracci, traduzione di Maria Clara Pasetti,  Maestri del thriller 80; Piemme, Casale Monferrato 2008 ISBN 978-88-384-8843-6
- Carol O'Connell, Come una bambola di stracci, traduzione di Maria Clara Pasetti, Piemme Bestseller, Casale Monferrato 2012 ISBN 978-88-566-2821-0